# Старые Тойси
Ста́рые Тойси́ (чув. Анат Туҫа)— деревня в Батыревском районе Чувашской Республики. Входит в состав Тойсинского сельского поселения.

## География
Расстояние до Чебоксар 152 км, до районного центра — села Батырево — 14 км, до железнодорожной станции 68 км. Расположена на правом берегу реки Була.

## История
За время своего существования селение имело два названия: Нижние Тойси, Старые Тойси. Это обусловлено местонахождением деревни по отношению к реке Була. Селение расположено ниже по течению реки Була. Отсюда первоначальное название— Нижние Тойси. Потом данное название сменилось на Старые Тойси.
Основателями обоих селений (рядом— село Тойси) являются выходцы из д.Кашмаш-Тойси нынешнего Ибресинского района и переселенцы с левобережья Волги. Прибыв на новое место, в дикое поле, на пустующие земли, 11 семей первоначально обосновались на возвышенном месте (отсюда и название деревни Верхние Тойси— "Ту çи" на чувашском языке значит "на возвышенности".  Жили в землянках, устроенных на берегу безымянной речки. И по сей день это место именуется Çĕрпÿрт Çырми (" овраг землянок"  на чувашском). Однако переселенцы между собой не поладили и разделились: 5 семей перебрались на берег Булы и образовали новую деревню—Нижние Тойси, остальные же, также снявшись с прежнего места, ушли верст на 3 на запад и основали другую деревню— Верхние Тойси( ныне село Тойси).
- В 1780 году при создании Симбирского наместничества, деревня Старая Тойси, крещёных чуваш, вошла в состав Буинского уезда[3].
- С 1796 года деревня Старыя Тойси (Нижния Тойси), входила в состав Батыревской волости Буинского уезда Симбирской губернии[4]. И до 1917 года (Батыревского удельного приказа в 1835—1863 гг.)[1]. Занимались земледелием, животноводством, пчеловодством, бакалейной торговлей, домашним ремеслом и отхожими промыслами: нанимались плотниками, кузнецами, сапожниками в селения Буинского и соседних уездов[1]. В начале XX века действовали 13 торгово-промышленных заведений.
- с 1917 года до 3 августа 1920 года в составе Батыревской волости Буинского уезда,
- с 3 августа по 4 октября 1920 года — в составе Цивильского уезда,
- с 5 октября 1920 года по 21 июня 1922 года в составе Ибресинского района Цивильского уезда,
- с 22 июня 1922 года по 30 сентября 1927 в Батыревском уезде.
- В 1931 году образован колхоз «Звезда»[1].
- с 1 октября 1927 года по 18 мая 1935 года в Старотойсинском сельском совете Большебатыревского района,
- с 19 мая 1935 года в Батыревском районе (с 22 февраля 1939 по 19 ноября 1957 года район назывался Чкаловским), с 19 ноября 1959 года Старые Тойси в составе Тойсинского сельского совета[5].
До определённого периода деревня имела совместную историю с соседним селом Тойси (Батыревский район).
В ночь на 19 декабря 2019 года здание сельского дома культуры в деревне сгорело[6].

## Население
| 2010 | 2012 |
| ---- | ---- |
| 695  | ↗837 |

Жители — чуваши, до 1724 года ясачные люди, до 1835 года — государственные, до 1863 года — удельные крестьяне;

## Инфраструктура
В деревне находится Школа-детский сад со спортивным залом, медпункт, отделение почты, несколько промышленных и продовольственных магазинов, закусочная, сельский клуб (до декабря 2019 года) и библиотека. На школьном стадионе и в сельском клубе проходят разные мероприятия.

Улицы: Каменная, Козлова, Кооперативная, Мельничная, Молодёжная, Советская, Хуторская, Центральная, Школьная.

Переулки: Восточный, Чебоксарский.

## Памятники и памятные места
- Объект культурного наследия народов РФ регионального значения. Рег. № 211510264770005 (ЕГРОКН). Объект № 2100079000 (БД Викигида) Могила организатора колхоза коммуниста А.М. Козлова, убитого кулаками в 1930 году. В деревне открыт памятник А. М. Козлову (перекрёсток улиц Козлова и Школьная).
- Мемориальная доска на доме, где жил Герой Социалистического Труда Долгов М. Г.[10].
- Мемориальная доска на доме, где жил Герой Социалистического Труда Перепёлкин И. Е.[11].

## Уроженцы
- Долгов, Михаил Герасимович (1904—1985) — организатор производства, Герой Социалистического Труда.
- Зайцев Алексей Степанович[чуваш.] (1934—2002) — организатор производства, в 1973—1983 гг. — директор Исфаранского химического завода (Таджикистан), автор 60 рационализаторских предложений, награждён орденом «Знак Почёта», лауреат Государственной премии СССР[12].
- Кузнецов, Павел Ефимович (1920—1992) — Герой Советского Союза (1944), участник Великой Отечественной войны.
- Кузнецова Василиса Павловна (1920—1987) — новатор производства, в 1938 году окончила курсы трактористов при Батыревской МТС и проработала в родном колхозе «Гвардеец» механизатором до 1970 года, заслуженный механизатор сельского хозяйства РСФСР (1963). Награждена орденом Ленина, медалями[13]. Избиралась депутатом Верховного Совета СССР 5-го созыва (1958—1962)[14].
- Перепёлкин, Илларион Евдокимович (1895—1969) — передовик производства, Герой Социалистического Труда[15].
- Козлов Владимир Львович (1930 — 2011)  — кардиохирург, доктор медицинских наук, профессор. Работал под руководством А. Н. Бакулева[16].